# Škoda Holding
Škoda Holding a.s. (Шко́да Хо́лдинг) — один з найбільших конгломератів Чехії, компанії і підприємства якого спеціалізувалися на машинобудуванні. У 1999 році був розформований. Частину підприємств ліквідовано, частина перейшла у власність інших компаній, частина продовжує функціонувати самостійно.
Штаб-квартира у Празі (Václavské náměstí 837/11, 110 00 Прага 1), поштова адреса (як і основні потужності підприємства) — у Пльзені (Tylova 1/57 301 28 Plzeň Česká republika).

## Історія та продукція
Компанію було засновано в 1859 році графом Валленштейн-Вартенберком як ливарну і машинобудівну фабрику в місті Пльзень.
У 1869 році власником фабрики став інженер і підприємець Еміль Шкода (Emil Škoda), прізвище якого власне і стало торговою маркою.

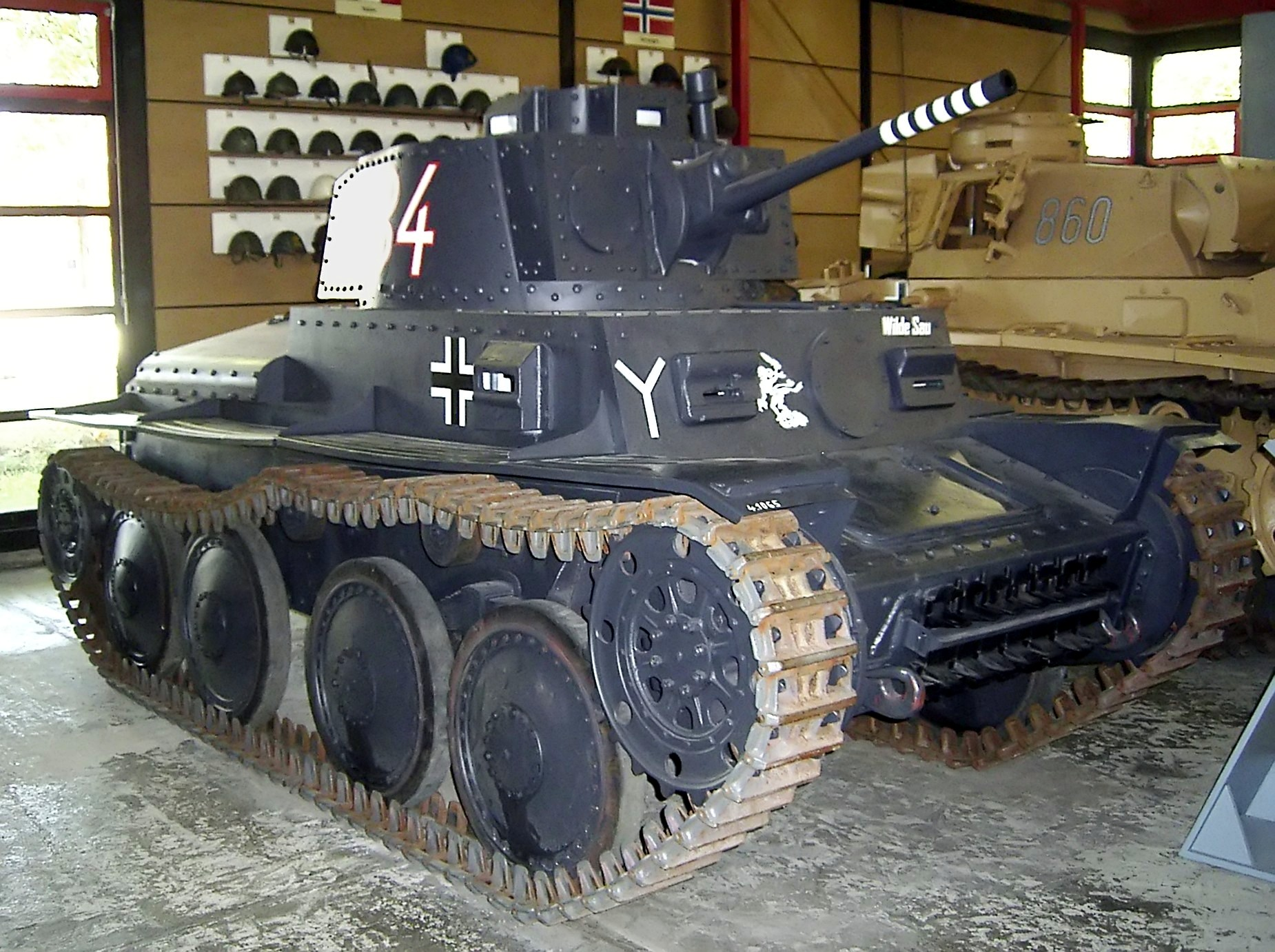
Шкодівський танк Panzer 38(t) часів ІІ Світової

У 2-й половині XIX століття — на початку XX століття фабрика випускала вироби з металу та ливарну продукцію для промислових об'єктів: деталі для млинів, залізничного транспорту, електростанцій (наприклад, для Ніагарської), елементи шлюзів (наприклад, для Суецького каналу) тощо. Помітне місце у виробництві заводів Шкода посідала військова продукція — артилерія та інше військове начиння для армії та флоту, як Австро-Угорщини, так і на експорт до різних країн у цілому світі (від Мексика до Японії).
Сучасний логотип «Шкоди» — крилата стріла з п'ятьма стилізованими пір'їнами всередині кола (так званий «індіанець», див. основне зображення нагорі сторінки) існує починаючи від 1923 року.
Перед Другою світовою війною вже чехословацький концерн, в тому числі, випускав танки та інше озброєння. Після анексії Судет за Мюнхенською угодою та наступної окупації Чехословаччини навесні 1939 року нацистська Німеччина отримала заводи Шкода у своє користування. Таким чином, танками «Шкода» було оснащено декілька німецьких дивізій, що напали на СРСР 1941 року.
Найвідомішими у світі є автомобілі марки «Шкода», тролейбуси а також трамваї та локомотиви.
З лютого 2009 року правонаступником Škoda Holding a.s., стає Škoda Transportation.

## Підприємства «Шкода»
Після розформування холдингу у 1999-му, частина корпорацій і підприємств, що до нього входили, були продані іншим холдингам чи корпораціям (деякі з них припинили виробництво, а деякі залишили собі лише назву як бренд), а інша частина продовжує виробляти продукцію як самостійні підприємства чи компанії:
- ŠKODA POWER — виробництво обладнання для енергетики, в тому числі ядерної (після переходу у власність «Doosan Group» — «DOOSAN ŠKODA POWER»);
- ŠKODA TRANSPORTATION — рейковий транспорт, в тому числі локомотиви, трамваї, потяги метро;
- ŠKODA OSTROV s.r.o. — тролейбуси та запчастини до них, інший електротранспорт (у 2008 році припинила виробництво, а у 2010 — офіційно ліквідована);
- ŠKODA ELECTRIC s.r.o.  — тролейбуси та запчастини до них, інший електротранспорт;
- ŠKODA MACHINE TOOL — верстатобудування;
- ŠKODA TS — обладнання для харчової промисловості, гідравлічне обладнання (наразі — «TS Plzeň»);
- ŠKODA JS — обладнання для ядерної енергетики, нафтохімії;
- ŠKODA AUTO AS — виробництво легкових автомобілів (з 1991 року належить автоконцерну Volkswagen AG);
- ŠKODA LIAZ (з 1991 року належала TEDOM TRUCK s.r.o. — вантажівки, а у 2008 припинила виробництво автомобілів);
- TEDOM s.r.o. — автобуси (у 2012 припинила виробництво автобусів);
- ŠKODA GEAR — механічні прилади, коробки передач та інше, підрозділ Škoda Auto ;
- ŠKODA TVC, ŠKODA VÝZKUM — допоміжні й дослідницькі (експериментальні) виробництва (наразі — «VZÚ Plzeň»).

## Основні виробники легкових автомобілів

### У Чехії
- Чехія Škoda Auto AS. Штаб-квартира у м. Млада-Болеслав, Середньочеський край. Заводи у:
  - м. Млада-Болеслав, Середньочеський край;
  - м. Квасіни, Краловоградецький край;
  - м. Врхлаби, Краловоградецький край.

### Закордонні виробники
- КНР Shanghai Volkswagen Automotive Co Ltd. Штаб-квартира у м. Аньтін (район Цзядін Шанхаю). Заводи у:
  - м. Аньтін (Район Цзядін Шанхаю);
  - м. Ічжен, провінція Цзянсу;
  - м. Нінбо, провінція Чжецзян.

- Індія Volkswagen India Pvt Ltd. Штаб-квартира у м. Пуне. Завод у м. Чакан, штат Махараштра.

- Словаччина Bratislavske Automobilove Zavody. Штаб-квартира та основні виробничі потужності у м. Братислава.

- Україна ПрАТ «Єврокар» (СКД). Штаб-квартира та основні виробничі потужності у c. Соломоново, Закарпатської області.

- Росія Volkswagen Group Rus OOO. Штаб-квартира та основні виробничі потужності у м. Калуга.
- Росія ГАЗ. Штаб-квартира та основні виробничі потужності у м. Нижній Новгород.

- Казахстан Asia Avto. Штаб-квартира та основні виробничі потужності у м. Усть-Каменогорськ.

## Основні виробники вантажівок та автобусів

### У Чехії
- Чехія Škoda Engineering Plzen (комерційні транспортні засоби). Штаб-квартира та основні виробничі потужності у м. Пльзень, Плзенський край.
- Чехія Libereck Automobilove Zavody (вантажівки). Штаб-квартира та основні виробничі потужності у м. Яблонець-над-Нисою, Ліберецький край (з 1991 року перейшла у власність TEDOM TRUCK s.r.o).
- Чехія TEDOM s.r.o. (автобуси). Штаб-квартира та основні виробничі потужності у м. Тршебич, Край Височина (з 2012 року припинила виробництво автобусів).
- Чехія TEDOM TRUCK s.r.o. (вантажівки). Штаб-квартира та основні виробничі потужності у м. Яблонець-над-Нисою, Ліберецький край (з 2008 року припинила виробництво вантажівок).

### Зарубіжні виробники
- Словаччина Škoda-Sipox Slovakia AS (самоскиди). Штаб-квартира та основні виробничі потужності у м. Бановце над Бебравоу, Тренчинський край.

## Основні виробники тролейбусів, трамваїв

### У Чехії
- Чехія ŠKODA OSTROV s r o. Штаб-квартира та основні виробничі потужності у м. Остров, Карловарський край (ліквідована у 2010).
- Чехія ŠKODA ELECTRIC s r o. Штаб-квартира та основні виробничі потужності у м. Пльзень, Плзенський край.

### Зарубіжні виробники
- США AAI/ACI Technology. Штаб-квартира та основні виробничі потужності у м. Санта-Ана, штат Каліфорнія.

- Росія OOO Шкода Вагонмаш. Штаб-квартира та основні виробничі потужності у м. Вологда.